# Gewone heremietwants
De gewone heremietwants (Eremocoris plebejus) is een wants uit de onderfamilie Rhyparochrominae uit de familie bodemwantsen (Lygaeidae).
De onderfamilie Rhyparochrominae wordt ook weleens als een zelfstandige familie Rhyparochromidae gezien in een superfamilie Lygaeoidea. Lygaeidae is conform de indeling van bijvoorbeeld het Nederlands Soortenregister.

## Uiterlijk
De gewone heremietwants is 5 tot 7,1 mm lang. De kop, het schildje (scutellum), het halsschild (pronotum), de poten en de antennes zijn zwart. De voorvleugels zijn roodachtig bruin met op het membraan (doorzichtige deel van de voorvleugels) halfcirkelvormige lichte vlekken naast de cuneus. De dijbenen van de voorpoten hebben twee grote en een aantal kleinere stekels.

## Verspreiding en habitat
De soort komt voor in geheel Europa en is naar het oosten verspreid in Siberië, China, Japan en de Kaukasus. De gewone heremietwants leeft in droge bossen, vooral naaldbossen en aan de bosranden, bij voorkeur op zandgrond of kalkhoudende grond.

## Leefwijze
Deze bodemwantsen leven op de bodem onder struikhei (Calluna vulgaris) en bosbes (Vaccinium) in het mos of in de strooisellaag van de den (Pinus) en andere coniferen, zoals spar (Picea) of jeneverbes (Juniperus communis), waar ze aan de zaden zuigen. De imago’s overwinteren en in augustus verschijnt de nieuwe volwassen generatie. Onder gunstige omstandigheden kan er een tweede generatie worden gevormd, waarvan de nimfen overwinteren.